# MiFi

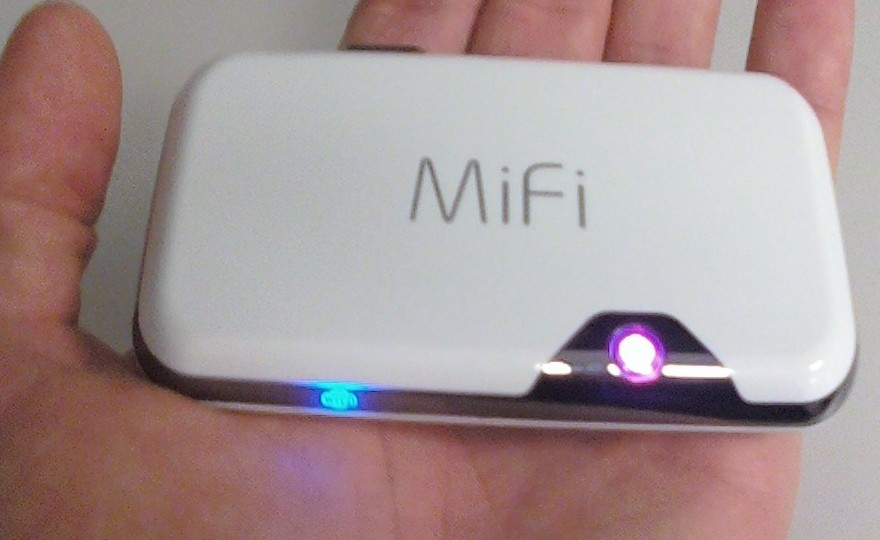
MiFi™ 2372

MiFi（マイファイ）は、モバイルワイファイホットスポットとして機能するNovatel Wirelessによって生産されたコンパクトなモバイルWi-Fiルーターである。
2014年3月31日をもって経営資産を集中する為、サービスを終了した。

## 概要
MiFiは携帯電話網に接続して、パソコンやPDA、ゲーム機などのWiFiデバイスに接続することによって半径10mほどの端末でデータ通信が利用可能となる。
最初のMiFiデバイスは2009年5月に米国でNovatel Wireless1によって発表され、そして、Novatelは米国で"MiFi"ブランド名の登録商標を所有している。 また、Novatel MiFiはオランダ、スペイン、ポルトガル、ドイツ、ポーランド、ルーマニア、ハンガリー、スロベニア、カタール、クウェート、ニュージーランド、シンガポール、タイ、日本、南アフリカ、プエルトリコ(カナダ)、およびメキシコで売り出されている。
日本ではインターコミュニケーションズとa2networkのFOMAハイスピード網などを使った、MVNOサービスとして提供されている。また、端末単体で販売も行っており、これらの企業以外のオンラインサイトで購入可能なものもある。ただし、技適マークのないものは、日本国内では法的に使用できない。

## 仕様
上述の2社が提供している北米向けの「MiFi 2372」の場合、3G方式の場合の周波数帯は800/850/1900/2100MHz(UMTSバンド1/2/5/6)が利用可能で、NTTドコモのFOMAプラスエリアなども利用が可能となる。また、通信速度は、最大下り7.2Mbps、上り最大5.76Mbpsが利用可能となる。2G方式ではGSMクワッドバンドによるGPRSが利用可能となる。
欧州向けとしている、「MiFi 2352」の場合、3G方式の場合の周波数帯は900/1900/2100MHz(UMTSバンド1/2/8)が利用可能で、NTTドコモのFOMAプラスエリアの利用はできない。また通信速度は、最大下り7.2Mbps、上り最大5.76Mbpsが利用可能となる。なお、GSMについては「2372」同様、クワッドバンドによるGPRSに対応。
上記2種は、ソフトバンクモバイルのネットワークでも利用可能だが、定額の適用対象外となるため注意が必要。イー・モバイルのEM chipは、MiFi端末自体がバンド9に対応していないため、同社ネットワークでの利用は不可となっている。
このほか、CDMA2000方式の「MiFi 2200」もあり、EV-DO Rev.Aの通信に対応している。周波数帯は、800/1900MHz帯に対応している。また、通信速度は、最大下り3.1Mbps、上り最大1.8Mbpsが利用可能となる。